# Hauptsturmführer

Hauptsturmführer (abréviation Hstuf.) était un grade paramilitaire du parti nazi, utilisé dans plusieurs organisations, telles que la SS, la NSKK et le NSFK.

## Histoire
Il s'agissait d'un grade de niveau intermédiaire. C'était l'un des grades d'officier les plus fréquents chez les SS au cours de la Seconde Guerre mondiale.
Le Hauptsturmführer est issu du grade de Sturmhauptführer de la SA, créé en 1928. La SS utilisa le grade de Sturmhauptführer entre 1930 et 1934. Cependant, après l'événement connu sous le nom de la nuit des Longs Couteaux, le grade fut rebaptisé Hauptsturmführer, mais conserva les mêmes insignes.

## Insignes de grade

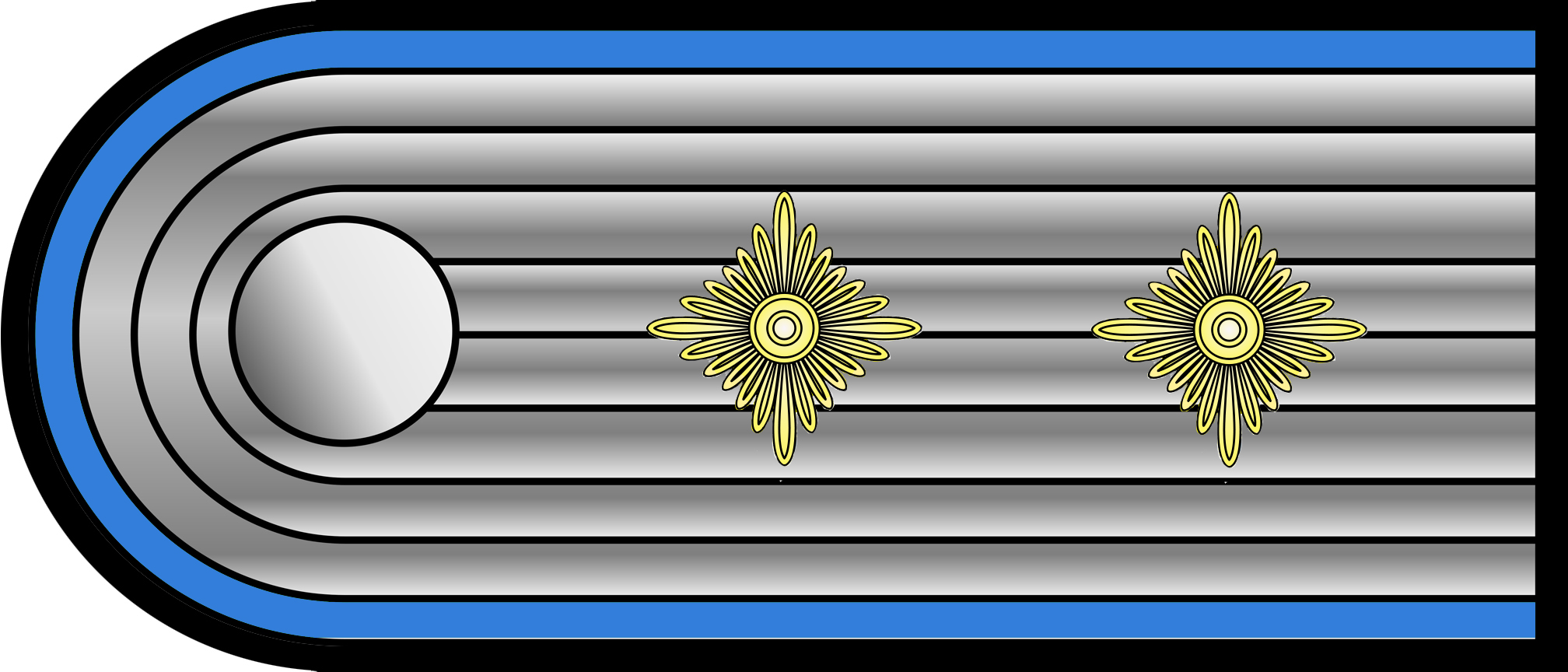
Patte d'épaule droite
Pattes de collet
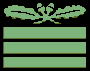
Camouflage

## Équivalents
- Wehrmacht : Hauptmann
- Armée française : capitaine

## Liste deHauptsturmführer
- Alois Brunner (1912-2001), commandant de camp de Drancy, il s'enfuit en Syrie et ne fut jamais capturé.
- Karl Babor (1918-1964), médecin, exerçant dans le camp de Gross-Rosen, coupable de crimes de guerre ; il s'enfuit en Éthiopie et ne fut jamais capturé, se serait suicidé.
- Theodor Dannecker (1913-1945), actif en France.
- Henri Fenet (1919-2002), commandant d'un bataillon de la Division Charlemagne, amnistié en 1949.
- Karl Fritzsch (1903-1945), premier Schutzhaftlagerführer (chef de camp) de l'Obersturmbannführer Rudolf Höss à Auschwitz.
- Amon Göth (1908-1946), commandant du camp de concentration de Płaszów.
- Walter Hauck (1918-2006), responsable du massacre d'Ascq puis du massacre de Leskovice, condamné à perpétuité après guerre, il bénéficie d'une remise de peine et est libéré dans les années 1950.
- Aribert Heim (1914-1992), volontaire de la Waffen-SS et médecin nazi dans différents camps de concentration; toujours recherché, serait peut-être mort en 1992.
- August Hirt (1898-1945), médecin anatomiste enseignant à Strasbourg, de nationalité allemande et suisse. Hirt a effectué des expériences avec le gaz moutarde sur les détenus du camp de concentration de Natzwiller-Struthof et a joué un rôle dans l'assassinat de 86 prisonniers juifs du camp de concentration d'Auschwitz, qui devaient être utilisés pour constituer une collection de squelettes à l'Institut anatomique de Strasbourg. Il était Hauptsturmfuhrer-SS, membre de l'Institut d'anthropologie raciale « Ahnenerbe ».
- Waldemar Hoven (1903-1948), médecin responsable du programme d'euthanasie à Buchenwald, condamné à mort.
- Horst Kopkow (1910-1996), chargé de tous les agents de renseignement des Alliés parachutés dans le Reich, il démantèle l'Orchestre rouge puis finira par travailler pour le MI5.
- Josef Mengele (1911-1979) médecin nazi allemand ayant fait des expériences pseudo-scientifiques sur de nombreux prisonniers, constituant des crimes de guerre. Enfui en Amérique latine, il ne fut jamais capturé.
- Hans Ernst Schneider (1909-1999), responsable de la propagande dans les Pays-Bas occupés.
- Franz Stangl (1908-1971), commandant des camps d'extermination de Treblinka et Sobibor, s'enfuit après guerre, est jugé et condamné en 1970.
- Robert Jan Verbelen (1911-1990), SS flamand qui travaillera après-guerre pour les Américains.
- Michael Wittmann (1914-1944) né à Vogelthal, Allemagne. Années de service 1934 – 1944. 1 SS Panzer Division "Leibstandarte".
- Fritz Darges (1913-2009), adjudant personnel d'Adolf Hitler.
- Carltheo Zeitschel (1893-1945), ancien médecin du Kaiser Guillaume II en exil à Doorn (Pays-Bas). Judenreferent à l'ambassade d'Allemagne en France, il organisa la déportation de Juifs de la France occupée.